# Notgrundet, Esbo
Notgrundet är en ö i Finland. Den ligger i kommunen Esbo i den ekonomiska regionen  Helsingfors och landskapet Nyland, i den södra delen av landet, 12 km sydväst om huvudstaden Helsingfors.